# Dawn of Possession
Dawn of Possession — дебютный студийный альбом американской дэт-метал-группы Immolation. Альбом Dawn of Possession был выпущен 19 июля 1991 года на лейбле Roadrunner Records, альбом стал последним выпущенным на этом лейбле. Запись альбома происходила в студии Musiclab Studios в Берлине, Германия, продюсером альбома стал Харрис Джонс, также он занимался микшированием записи, обложку альбома создал Андреас Маршалл, логотип группы создал Марк Мастро. Позже альбом Dawn of Possession был переиздан польским лейблом Metal Mind Records.

## История создания
Группа Immolation образовалась в 1986 году в городе Йонкерса, штат Нью-Йорк, усилиями бывших музыкантов из группы Rigor Mortis, гитаристами Робертом Вигна и Томас Уилкинсоном, и бас-гитаристом Россом Долананом, на первых демо группы ударником был Нил Бобак но в 1989 году его сменил Крэйг Смиловский.
Перед выпуском своего дебютного альбома группа выпускает две демозаписи, которые были выпущены в 1988 и 1989 году, первая демозапись включала две песни: «Immolation» и «Dawn of Possession», обе эти песни в последующем вошли на первый альбом группы, Demo I была записана в студии Sleepy Hollow Sound/Dobbs Ferry, в Нью-Йорке, инженером записи стал Майк Пантаелео, обложка и логотип создал Нил Бобак, вторая демозапись включала три песни: «Internal Decadence» «Burial Ground» «Despondent Souls», эти песни так же были полностью включены в первый альбом группы, Demo II была записана в студии The Loft/Bronxville, в Нью-Йорке, инженером записи стал Эд Мэрфи, обложку создал Люк ЛиМей, с этими демо в 1991 году группа заключает контракт с лейблом Roadrunner Records и на этом лейбле 19 июля 1991 года выходит дебютный альбом Dawn of Possession.

## Список композиций
| №                   | Название                             | Длительность |
| ------------------- | ------------------------------------ | ------------ |
| 1.                  | «Into Everlasting Fire»              | 5:10         |
| 2.                  | «Despondent Souls»                   | 4:13         |
| 3.                  | «Dawn of Possession»                 | 3:04         |
| 4.                  | «Those Left Behind»                  | 5:13         |
| 5.                  | «Internal Decadence»                 | 2:59         |
| 6.                  | «No Forgiveness (Without Bloodshed)» | 4:11         |
| 7.                  | «Burial Ground»                      | 3:36         |
| 8.                  | «After My Prayers»                   | 5:51         |
| 9.                  | «Fall in Disease»                    | 3:47         |
| 10.                 | «Immolation»                         | 4:05         |
| Общая длительность: | Общая длительность:                  | 42:44        |

## В записи участвовали

### Immolation
- Росс Долан — вокал, бас-гитара
- Роберт Вигна — гитара
- Томас Уилкинсон — гитара
- Крэйг Смиловский — ударные

### Технический персонал
- Харрис Джонс — продюсер
- Андреас Маршалл — обложка
- Марк Мастро — логотип